# Teorema de la PAQ-reducción
El teorema de la {\displaystyle PAQ}-reducción afirma que dada una matriz {\displaystyle A} de orden {\displaystyle m\times n} existen dos matrices cuadradas {\displaystyle P} de orden {\displaystyle m} y {\displaystyle Q} de orden {\displaystyle n} tales que {\displaystyle PAQ} es una matriz que depende de la dependencia o independencia lineal de las filas y columnas de {\displaystyle A}.
El teorema garantiza la existencia de las matrices {\displaystyle P} y {\displaystyle Q}, y, dicho de otro modo, la matriz producto {\displaystyle PAQ} es una matriz que está formada por un bloque con la matriz identidad y ceros a la derecha y debajo. Es decir, es de la forma
{\displaystyle PAQ=\left({\begin{array}{c|c}\operatorname {Id} _{r}&0\\\hline 0&0\end{array}}\right)\in {\mathcal {M}}_{m\times n}(\mathbb {K} ),}
donde {\displaystyle \operatorname {Id} _{r}} denota la matriz identidad de orden {\displaystyle r}.
El tamaño de la matriz identidad depende de {\displaystyle A}, de la dependencia de las filas y columnas, es decir, que el rango de {\displaystyle A} es {\displaystyle r}.

## Cálculo deP{\displaystyle P}yQ{\displaystyle Q}
Para realizar el cálculo de {\displaystyle P} y {\displaystyle Q} hay que seguir lo siguiente:
Se coloca {\displaystyle A} junto a la matriz identidad a la derecha, y se realizan cambios por filas hasta que quede reducida por filas. La matriz resultante (que inicialmente era la identidad) es la matriz {\displaystyle P}:
{\displaystyle (A\mid \operatorname {Id} _{m})\sim (A'\mid P)}
Con la matriz reducida por filas, se coloca la matriz identidad debajo, y se realizan cambios esta vez por columnas. En ese paso debería quedar la matriz escalonada reducida. La matriz resultante de haber realizado estos cambios (inicialmente la identidad) es {\displaystyle Q}:
{\displaystyle \left({\begin{array}{cc}A'\\\hline \operatorname {Id} _{n}\end{array}}\right)\sim \left({\begin{array}{cc}A''\\\hline Q\end{array}}\right)}
Observación: {\displaystyle P} y {\displaystyle Q} no son únicas.
Por ejemplo, si {\displaystyle A\in {\mathcal {M}}_{n\times n}(\mathbb {K} )}, {\displaystyle A\neq \operatorname {Id} _{n}}, es invertible, podemos escoger {\displaystyle P=A^{-1}} y {\displaystyle Q=\operatorname {Id} _{n}} o {\displaystyle P=\mathrm {Id} _{n}} y {\displaystyle Q=A^{-1}} y obtenemos dos {\displaystyle PAQ}-reducciones diferentes para {\displaystyle A}.